# حمام السلطان إينال
حمام السلطان الأشرف إينال يقع بشارع المعز لدين الله ويعود تاريخ إنشاءه لعام 861هـ/1456م، وشُيد ليؤدي وظيفة اجتماعية. تطل واجهة الحمام علي شارع المعز ويؤدي مدخله الرئيسي إلي ممر منكسر حتى لا يستطيع المارة في الشارع مشاهدة من بالداخل، أما قاعة الاستقبال فمربعة ذات سقف من عروق خشبية (براطيم) تتوسطه شخشيخة بها ثمان وعشرون نافذة. وفي الضلع الشمالي لهذه القاعة فتحة باب تفضي إلي حجرة خلع الملابس ذات أرضية من بلاط حديث يغطيها قبو متقاطع وتتوسطها فسقية حجرية دائرية وتحيط بقاعة الاستقبال أربع سدلات، ومغطس هذا الحمام مربع تغطيه قبة ضحلة بسيطة بها فتحات صغيرة للتهوية.

## معرض صور

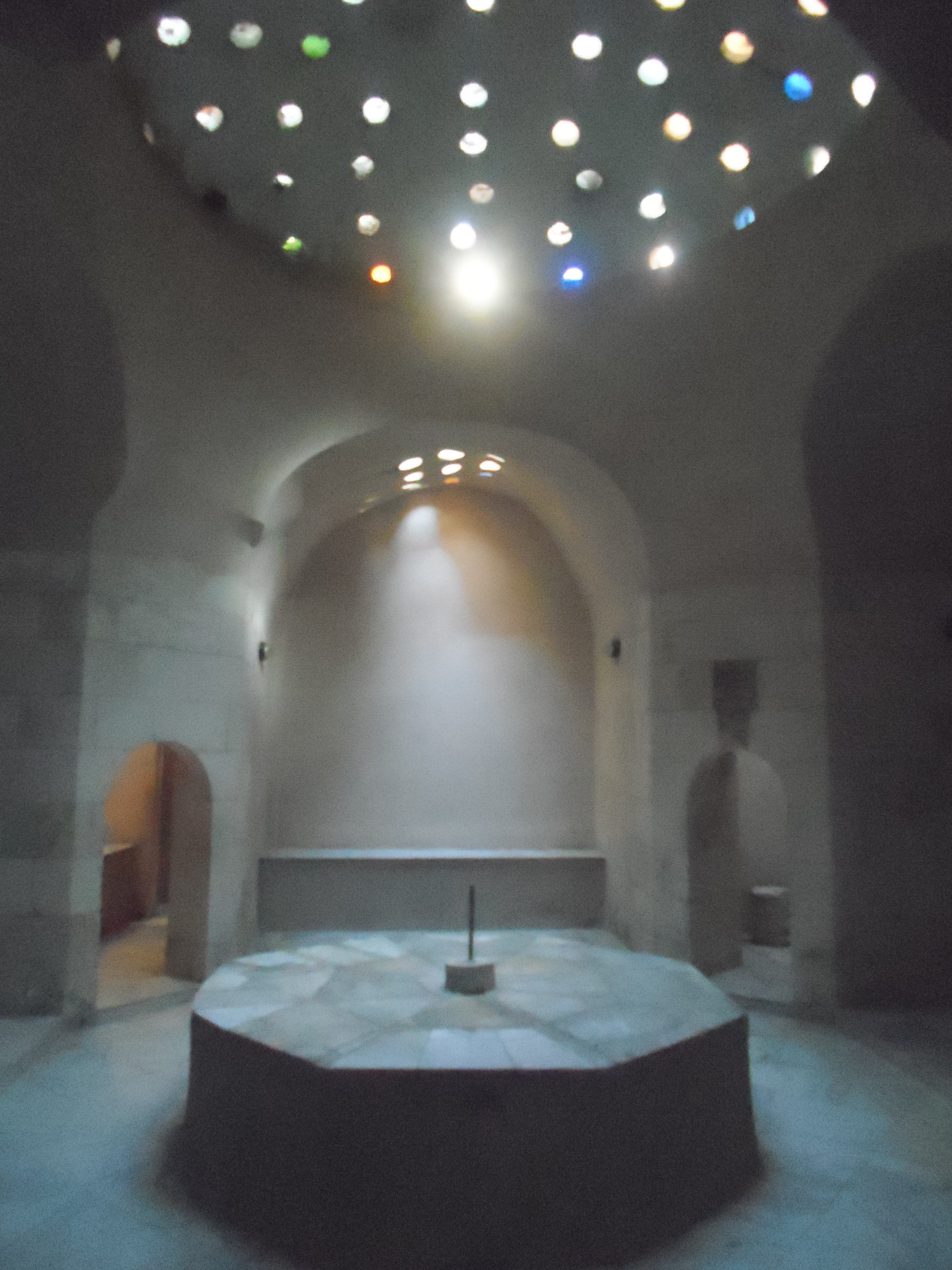
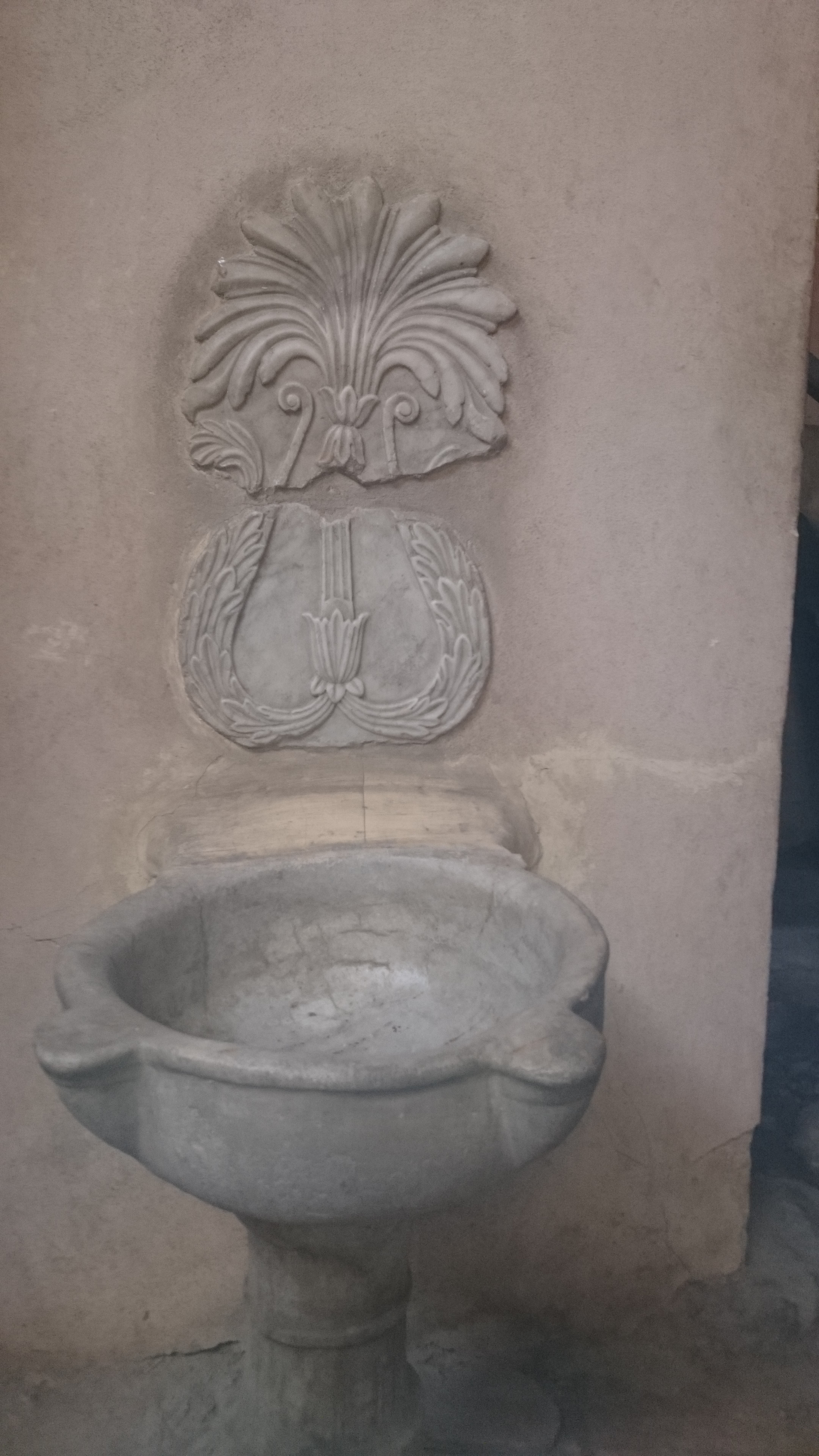
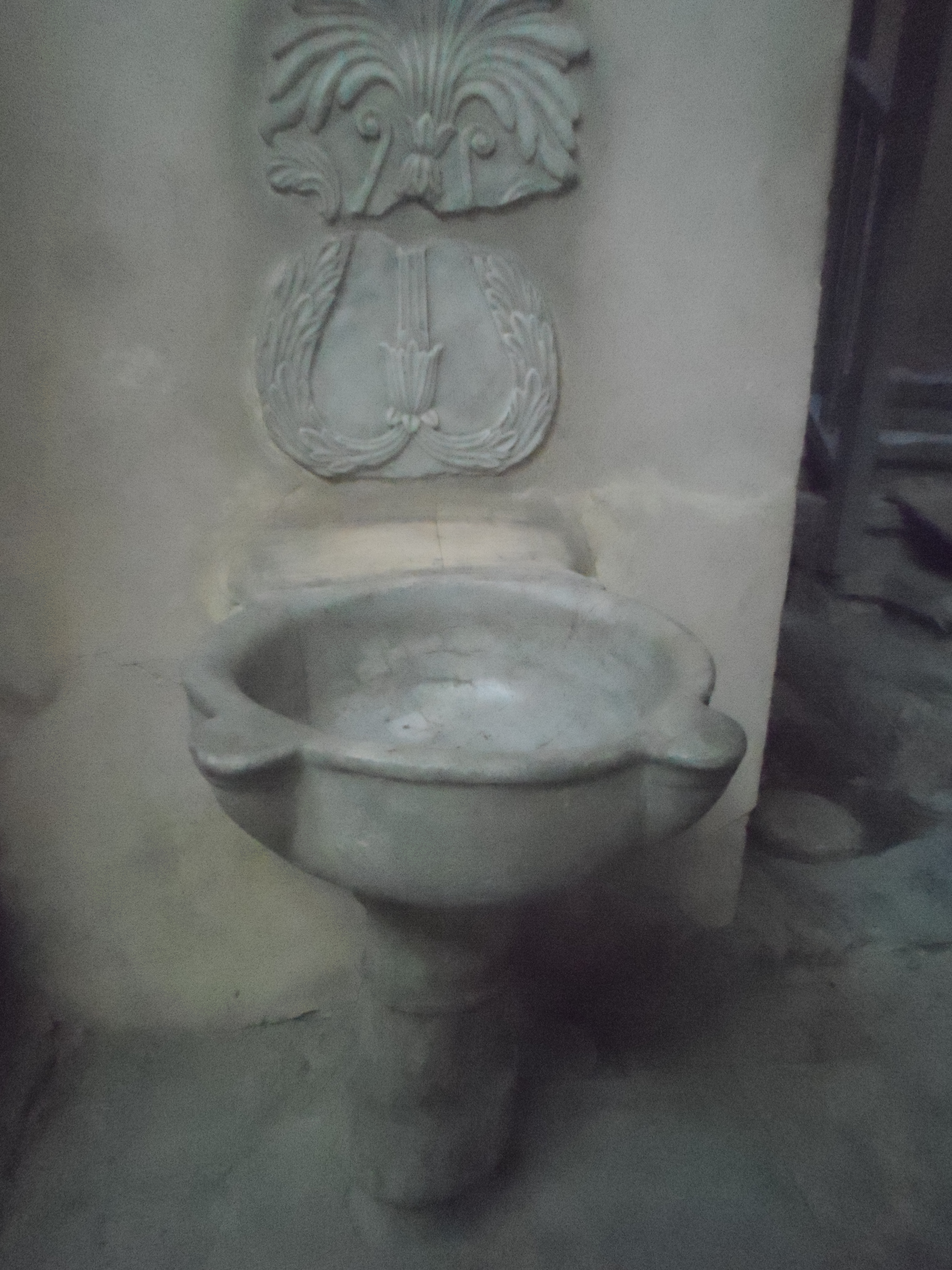
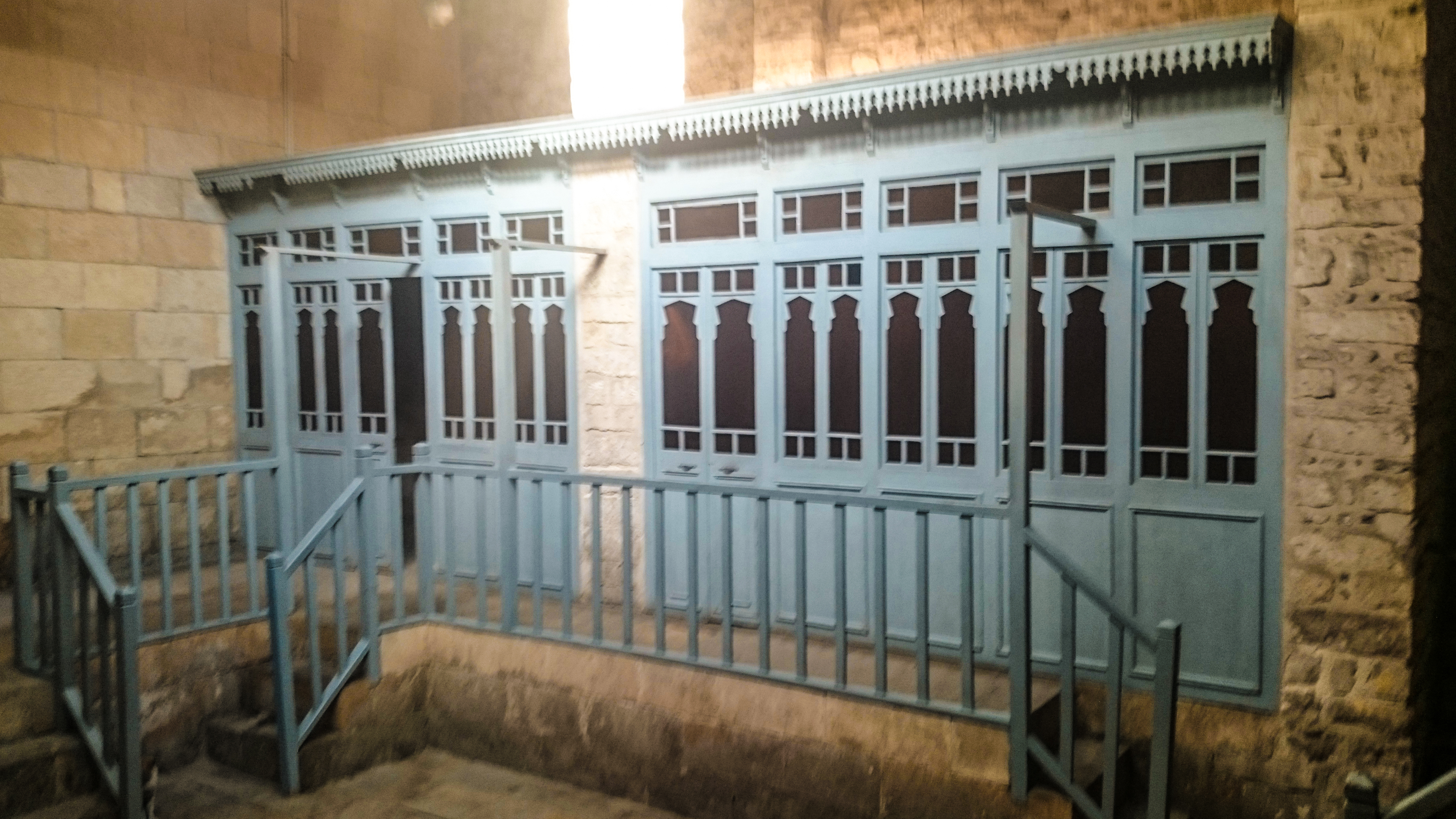
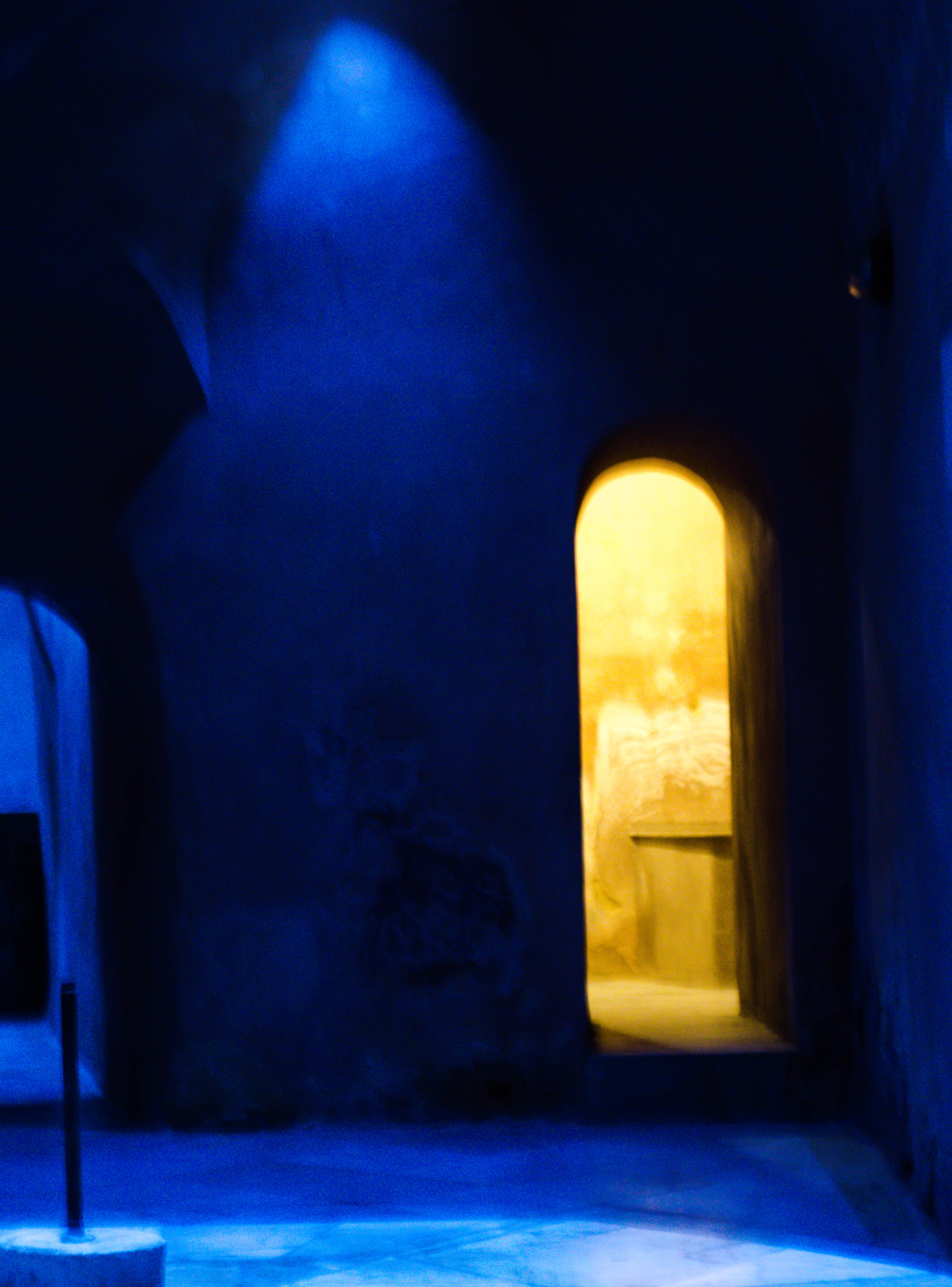
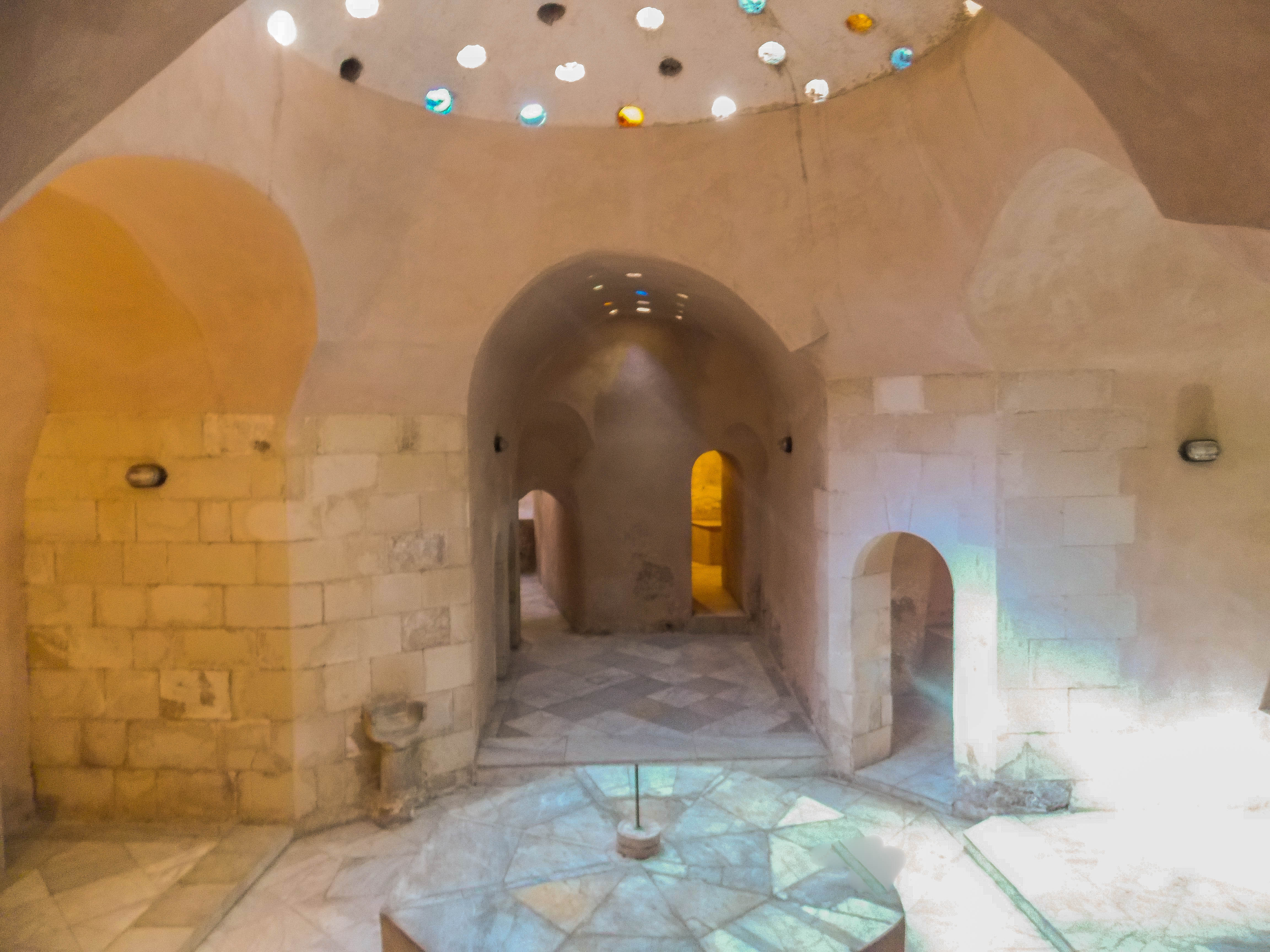
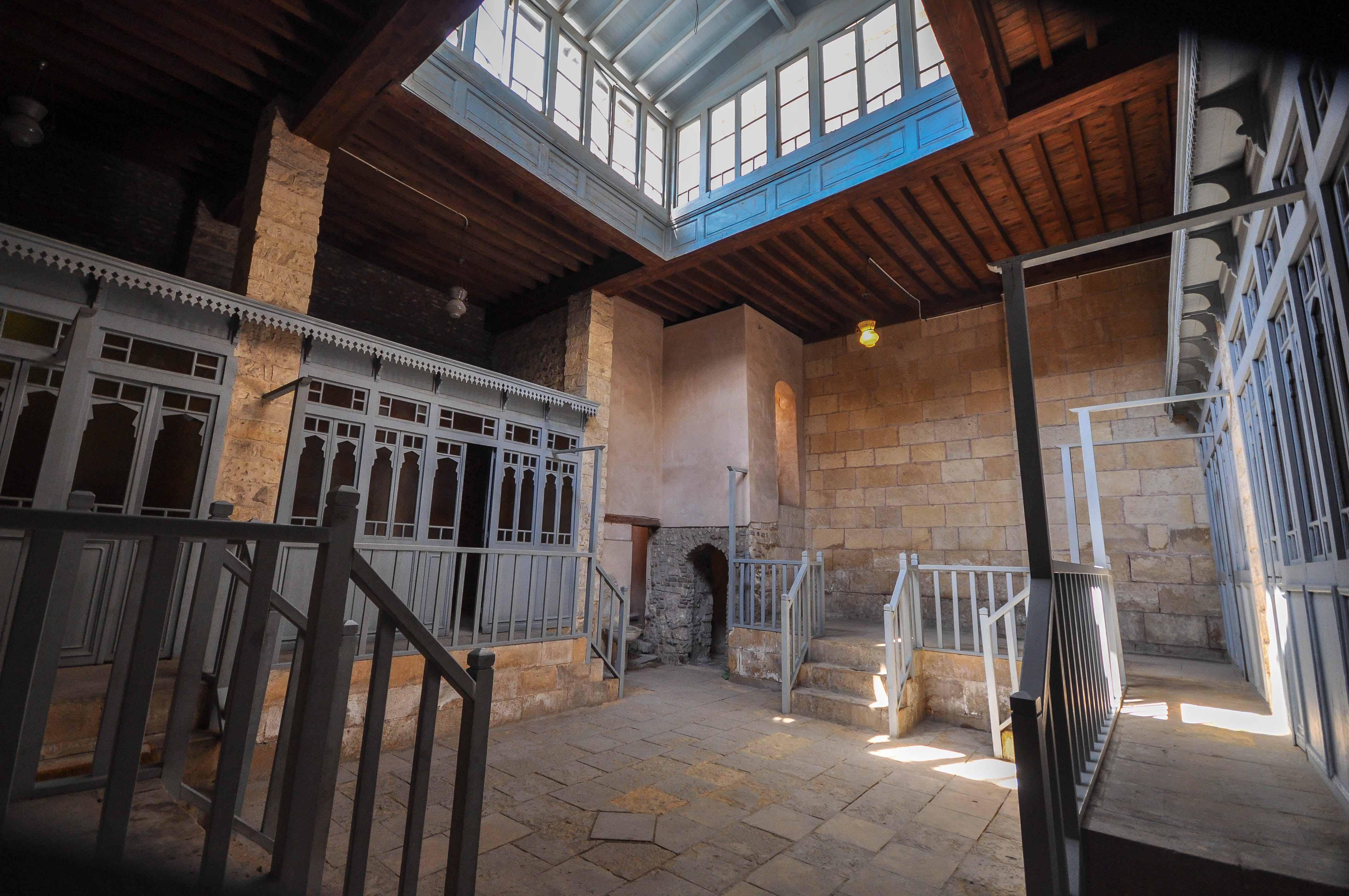
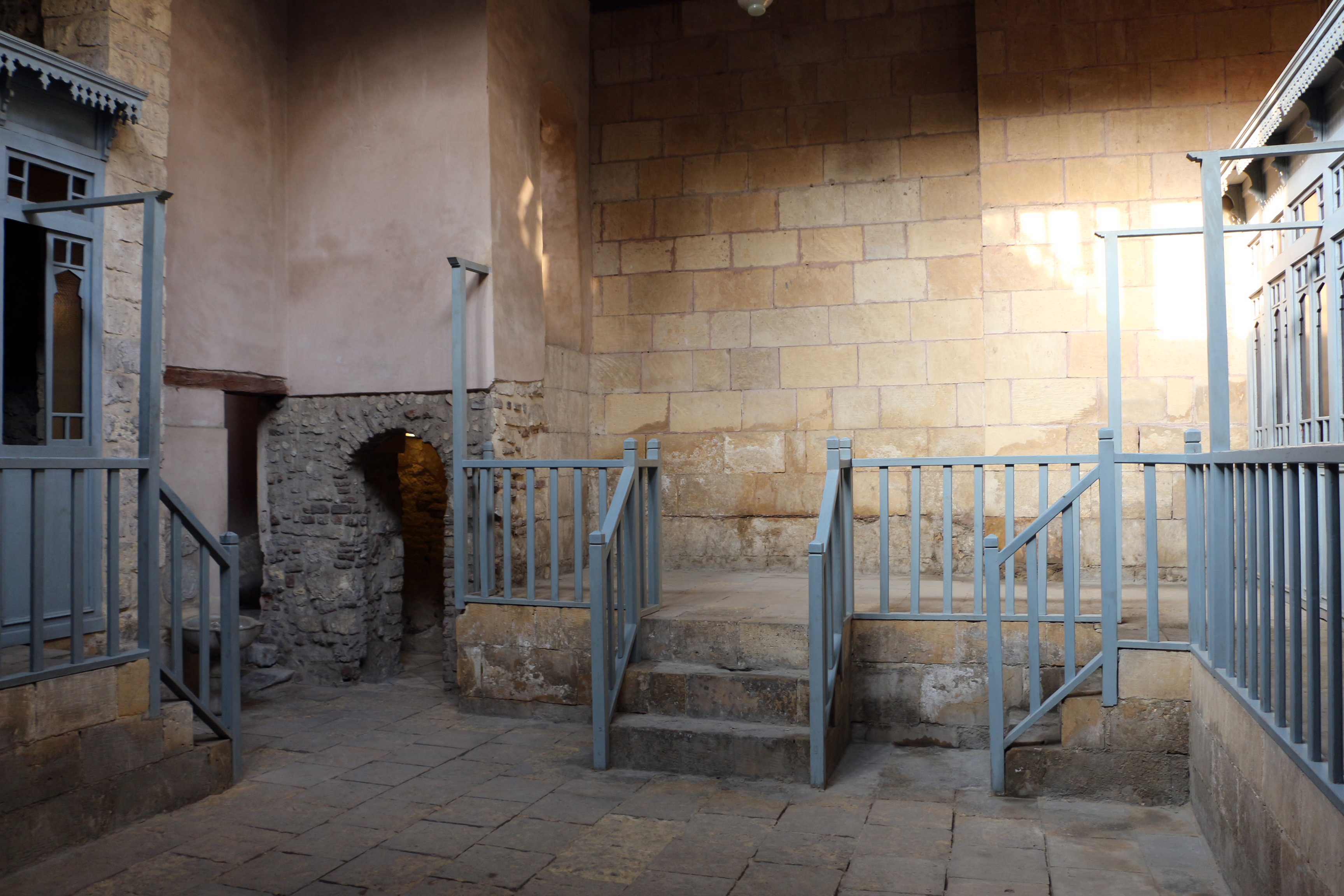
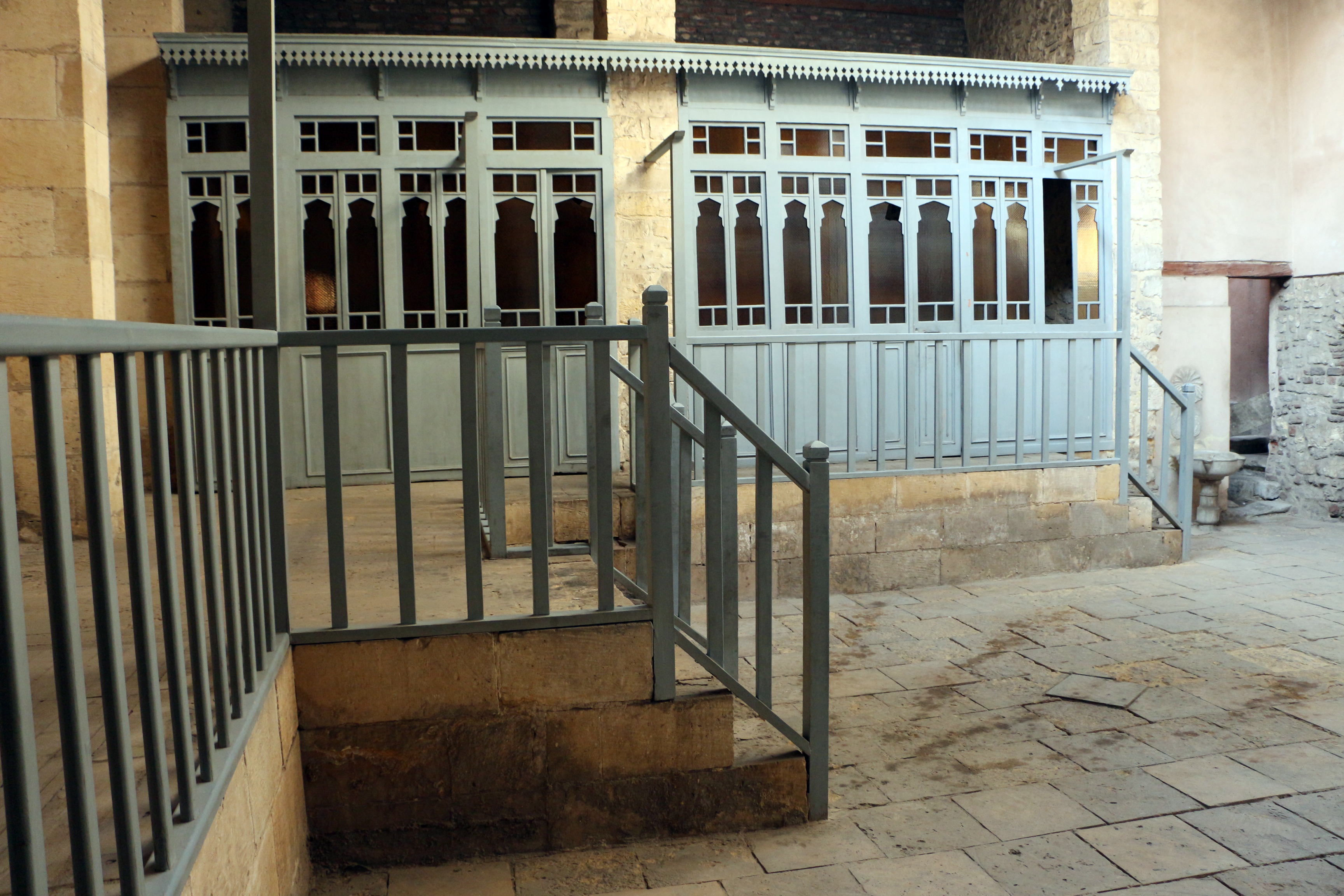
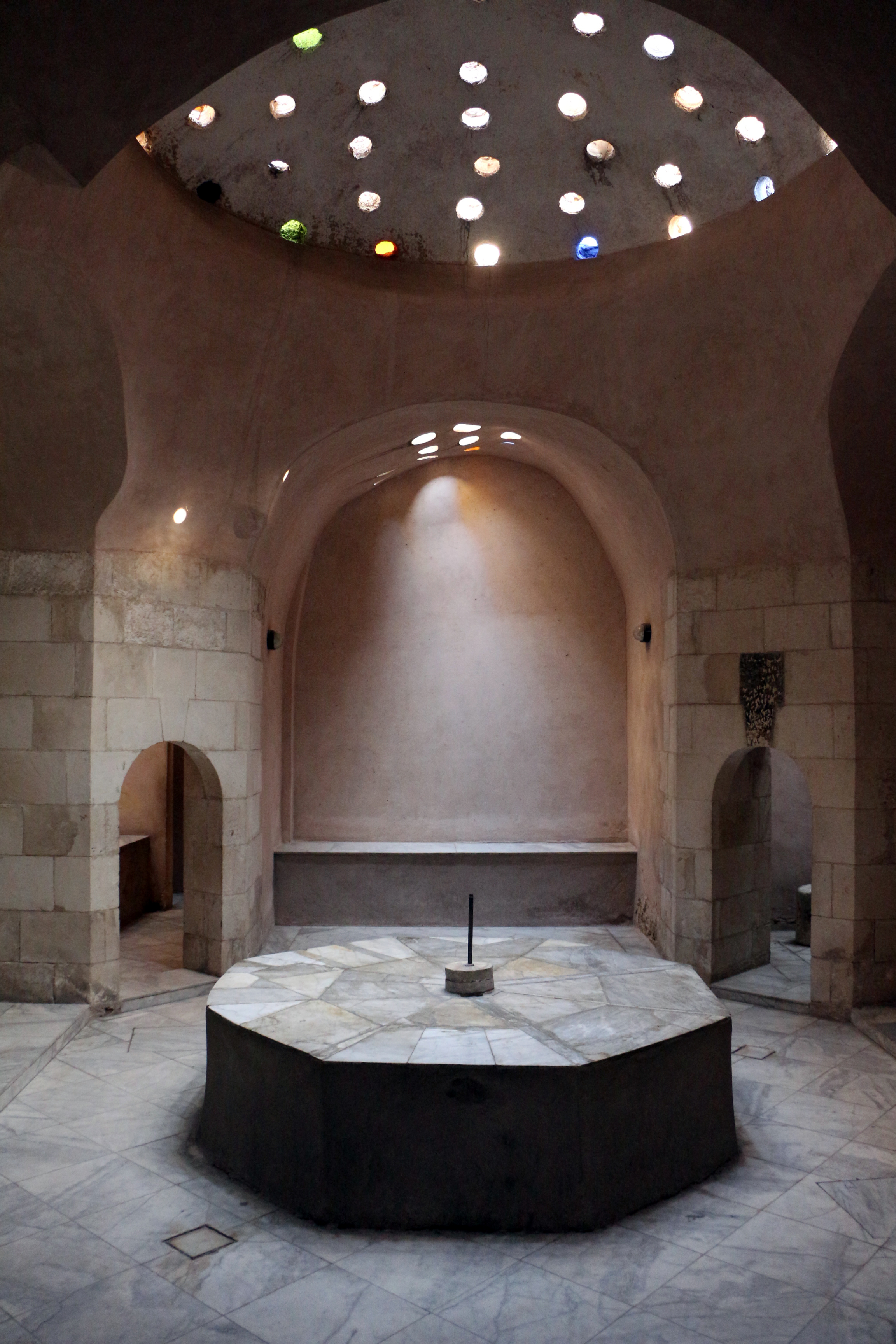
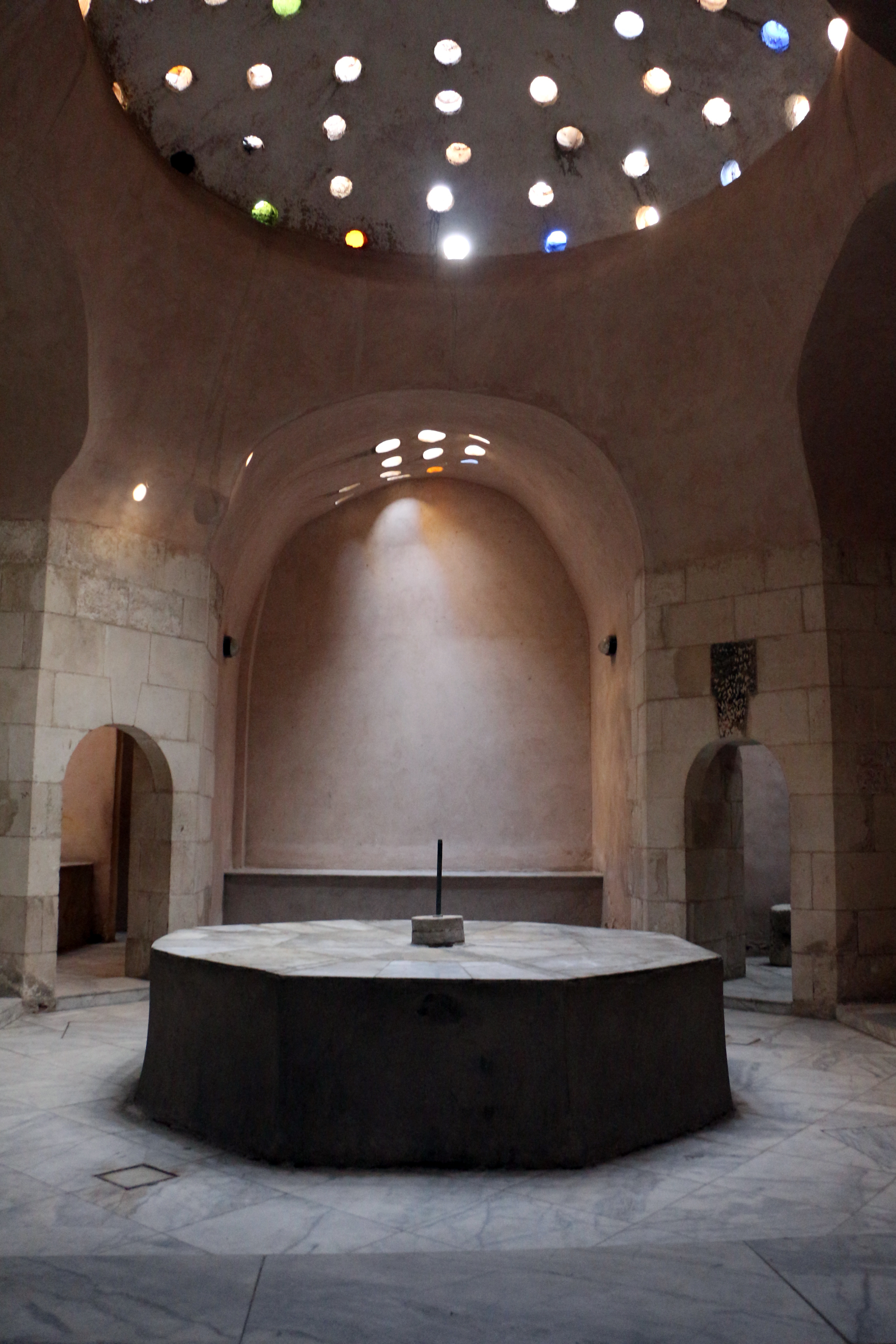
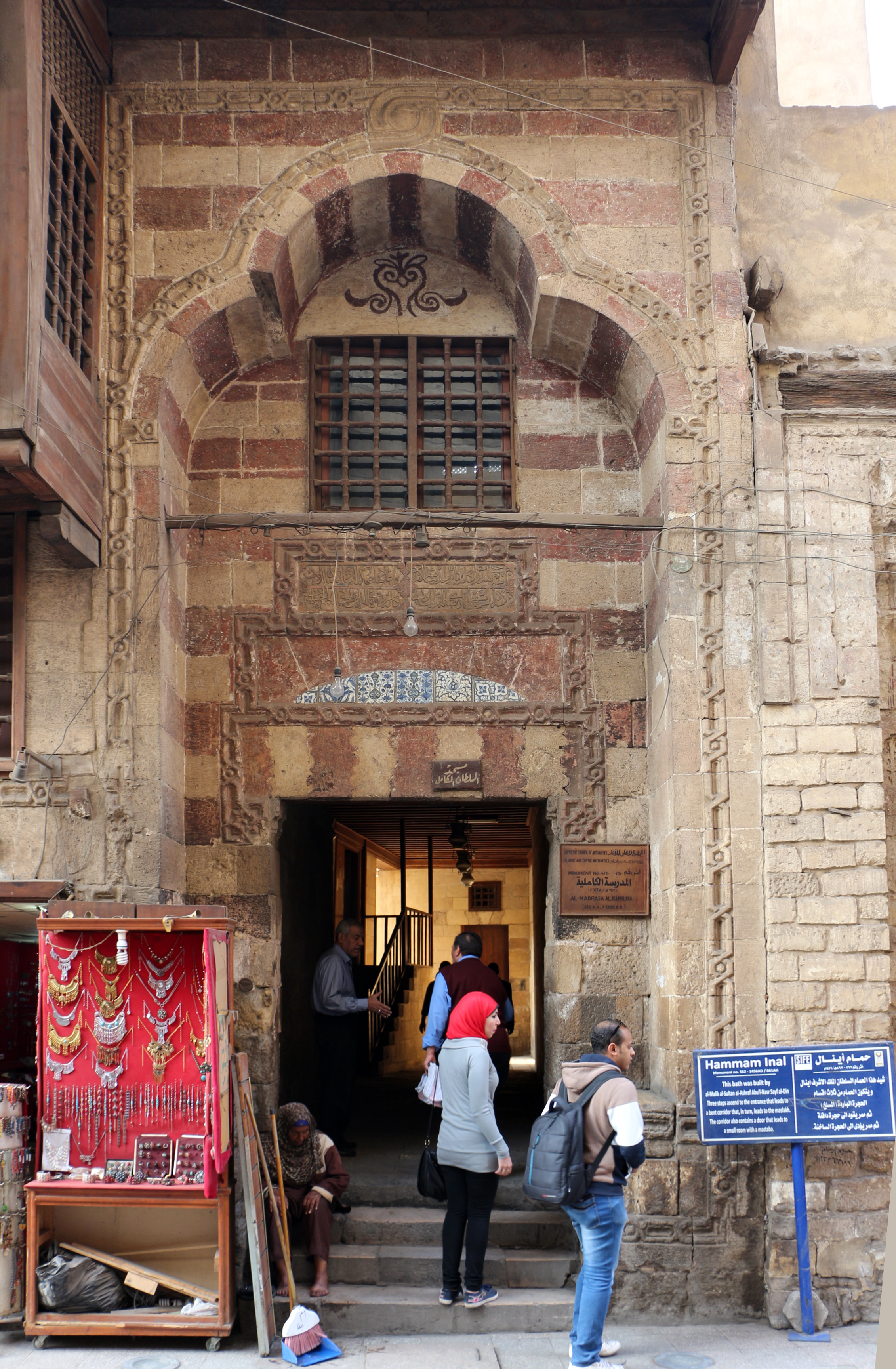